# Ludeke Lüneburg
Ludeke Lüneburg (* ~1498 in Lübeck; † 12. Juni 1539 ebenda) war ein Ratsherr der Hansestadt Lübeck.

## Leben
Ludeke Lüneburg war der Sohn war Sohn des Lübecker Bürgers Joachim Lüneburg († 1529). Der Ratsherr Johann Lüneburg († 1531) war sein älterer Bruder. Seit 1525 gehörten beide der patrizischen Zirkelgesellschaft in Lübeck an. Nach dem Rücktritt von Jürgen Wullenwever und dessen Anhängern und der Rückkehr der ersten Bürgermeisters Nikolaus Brömse wurde Ludeke Lüneburg am 21. September 1535 in den Lübecker Rat gewählt.
Er war mit Margarethe (oder Mette), einer Tochter des Ratsherrn Berthold Kerkring, verheiratet. Sie hatten zwei Söhne, Joachim und Bernhard. Sein Enkel war Johann Lüneburg († 1619).